# Дернбах (Нойвід)
Дернбах (нім. Dernbach) — громада в Німеччині, розташована в землі Рейнланд-Пфальц. Входить до складу району Нойвід. Складова частина об'єднання громад Пудербах.
Площа — 5,48 км2. Населення становить 1019 ос. (станом на 31 грудня 2020).